# Richard Allan (Schauspieler)
Richard Mann Allan (* 22. Juni 1923 in Jacksonville, Illinois, USA; † 6. September 1999 in Prospect, Kentucky) war ein US-amerikanischer Schauspieler und Tänzer.

## Leben
Richard Allan kam 1923 in Jacksonville als Sohn eines Farmers zur Welt. Er hatte zwei Brüder und eine Schwester. Bereits im Alter von sieben Jahren nahm er Tanzunterricht.
1945 startete er seine Tanz-Karriere in der Broadway-Show The Red Mill, mit der er später auch auf Tournee ging. Nach seiner Mitwirkung in dem Musical Naughty Marietta, das 1948 in Los Angeles anlief, kam er Anfang der 1950er Jahre zum Film. Durch die Vermittlung von Betty Grable, die er 1950 bei den Dreharbeiten zu Varieté-Prinzessin kennengelernt hatte, erhielt er schließlich einen Vertrag bei der 20th Century Fox. Er wirkte u. a. in Okinawa (1950) und Froschmänner (1950) mit. Allans Auftritte waren jedoch anfänglich so unbedeutend, dass sein Name im Vorspann oft nicht einmal genannt wurde. In Mit einem Lied im Herzen sowie in der Hemingway-Verfilmung Schnee am Kilimandscharo wirkte er jeweils als Tänzer mit. Einen etwas größeren Part erhielt der dunkelhaarige Darsteller in Niagara, wo er als Liebhaber von Marilyn Monroe bei dem Versuch, deren Film-Ehemann zu töten, selbst ums Leben kommt. Zwar wurde er 1953 in der Filmzeitschrift Photoplay als vielversprechende Neuentdeckung angepriesen, jedoch blieb dies bei der 20th Century Fox ohne Resonanz. Auch weiterhin wurde Allan nur mit Kleinstrollen bedacht. 1954 sprach er für die Titelrolle in Sinuhe der Ägypter vor, die dann allerdings an Edmund Purdom ging. Er selbst fand sich in dem Film lediglich als Statist wieder.
Nachdem er auch in der Folgezeit nur unbedeutende Rollen erhalten hatte, ging Allan 1957 nach Deutschland, wo er u. a. in drei Schlagerfilmen (Das einfache Mädchen und Casino de Paris, Und abends in die Scala) der Tanzpartner von Caterina Valente war. Doch auch hier nahm seine Karriere nicht den erhofften Aufschwung. Nach Käutners Der Rest ist Schweigen (1959) kehrte er in die USA zurück und arbeitete bis 1964 als Nachtclub-Tänzer. Danach war er als Masseur tätig. In den späten 1980er Jahren zog er nach Kentucky, wo Verwandte von ihm lebten. Richard Allan verstarb 1999 im Alter von 76 Jahren in Prospect an Lungenkrebs und wurde auf dem Gillham Cemetery in Winchester bestattet.

## Filmografie
- 1950: Love That Brute
- 1950: Okinawa (Halls of Montezuma)
- 1951: Froschmänner (The Frogmen)
- 1952: Mit einem Lied im Herzen (With a Song in My Heart)
- 1952: Casanova wider Willen (Dreamboat)
- 1952: Schnee am Kilimandscharo (The Snows of Kilimanjaro)
- 1952: Bloodhounds of Broadway
- 1953: Niagara
- 1953: Down Among the Sheltering Palms
- 1953: Durch die gelbe Hölle (Destination Gobi)
- 1954: Sinuhe der Ägypter (The Egyptian)
- 1955: Der Favorit (The Racers)
- 1957: Das einfache Mädchen
- 1957: Casino de Paris
- 1957: Und abends in die Scala
- 1958: Der Czardas-König
- 1958: Bonsoir, Kathrin (Fernsehreihe)
- 1958: Kleine Leute mal ganz groß
- 1959: Was eine Frau im Frühling träumt
- 1959: Der Rest ist Schweigen
- 1962: The Horizontal Lieutenant